# Kalajärvi (sjö i Finland, Södra Savolax)
Kalajärvi är en sjö i Finland. Den ligger i kommunen Jockas i landskapet Södra Savolax, i den södra delen av landet, 250 km nordost om huvudstaden Helsingfors. Kalajärvi ligger 93,6 meter över havet. I omgivningarna runt Kalajärvi växer i huvudsak barrskog. Arean är 1,58 kvadratkilometer och strandlinjen är 13,42 kilometer lång. Sjön  ingår i Vuoksens huvudavrinningsområde. 